# Radioactive Man
Radioactive Man (spelad av Dan Castellaneta) är en rollfigur - en seriefigur - i den animerade tv-serien Simpsons.

## Biografi
Radioactive Man är en superhjälte och titelfiguren i Barts favoritserietidning, skapad 1952 av Morty Mann, som numera bor på samma ålderdomshem som Abraham Simpson. Som alla andra superhjältar så har Radioactive Man en följeslagare - Fallout Boy. Hans första framträdande var i serietidningen "Interesting Stories #27".
Han har de "vanliga" superhjältekrafterna, det vill säga han kan flyga, han är snabb, stark, skottsäker m.m. Han använder uttrycket "Up and atom" mycket ofta. 
Radioactive Mans civila namn är Claude Kane III. Han var en rik playboystjärna och blev Radioactive Man när han gick in på ett testområde av atombomber som hölls av Dr. Crab, som även är Radioactive Mans värsta fiende, och då muterades han av radioaktiviteten och blev Radioactive Man. 
Det finns också en billig kopia av serien som heter "Radiation Dude". Två filmer har producerats, med Dick Richter som Radioactive Man  i svartvit och en i färg på 1970-talet. En ny biofilm planerades inför 1990-talet med Rainier Wolfcastle som Radioactive Man, men produktionen lades ner.  Enligt Bart Simpson är de bästa berättelserna de som är skrivna av Alan Moore.

## Bongo Comics
Tv-serien Simpsons skapare Matt Groening har även producerat verkliga serietidningar med Radioactive Man genom sitt serieförlag Bongo Comics. Totalt så har 15 nummer har utkommit i två perioder; 1993–1994 (6 nummer) och 2000–2006 (9 nummer).
Serien är en parodi på amerikanska superhjälteserier, huvudsakligen de som produceras av Marvel Comics och DC Comics.